# Estación Matorrales
Matorrales es una estación de ferrocarril ubicada en la localidad homónima, departamento Río Segundo, provincia de Córdoba, Argentina.

## Servicios
No presta servicios de pasajeros. Por sus vías transitan trenes de cargas de la empresa Nuevo Central Argentino. Forma parte del ramal James Craik-Forres del Ferrocarril General Mitre.